# Landesjugendorchester Thüringen
Das Landesjugendorchester Thüringen (kurz LJO Thüringen) ist ein Symphonieorchester aus Thüringen. Es stellt eine Fördermaßnahme des Landes für junge Musiker dar. Es vereint Nachwuchsinstrumentalisten des Freistaates zu einem großen Sinfonieorchester. Die Instrumentalisten sind zwischen 12 und 22 Jahre alt und haben meistens sehr erfolgreich am bundesweiten Wettbewerb Jugend musiziert und regionalen Wettbewerben teilgenommen. Dirigiert wird das Orchester seit 2022 von Clemens Fieguth. Für die Registerprobenarbeit stehen Dozenten der Staatskapelle Weimar zur Verfügung.
In zwei bis drei Probenphasen pro Jahr, die je 7 bis 14 Tage dauern, werden große sinfonische Werke aller Stilepochen eingeübt.
Am Ende jeder Arbeitsphase werden mehrere Konzerte in Deutschland bzw. bei Auslandsreisen in größeren Städten des bereisten Landes veranstaltet. 
Zweimal im Jahr finden Probespiele in Weimar/Thüringen statt.

## Chronologie von Projekten
- 2004: Neugründung nach einem Generationswechsel
- 2005: Projekte in Deutschland mit kleinerer Besetzung (Schafhausen/Thüringen und Sondershausen)
- 2006: Reise nach Estland und Gemeinschaftsprojekt mit dem Landesjugendchor Thüringen
- 2007: Reise nach Rumänien
- 2008: Partner der „1. ARENA für Nachhaltigkeit“ im Bioseehotel Zeulenroda
- Juni 2010: Uraufführung des Werkes Gloria zum 20-jährigen Jubiläum des Landesmusikrates Thüringen
- 2012: Reise nach St. Petersburg (Russland)
- 2015: Reise nach Straßburg (Frankreich)